# 陈少敏

陈少敏 1977年

陈少敏（1902年—1977年12月14日），原名孙肇修，山东寿光人，中国政治人物，中共第七届中央候补委员，第八届中央委员。曾担任中国工会组织领导人，历任中华全国总工会副主席、中国纺织工会第一任主席等职。1927年投身革命，1928年加入中国共产党。

## 生平

### 早年经历
孙肇修出生于中国山东省寿光县范于村。早年曾在青岛日本商人的纺纱厂做工。1927年2月，考入了美国人创办的教会女子学校潍县文美中学。在学校，她积极参加中共领导的学生运动，初显了自己的组织领导才能。
1930年3月，孙肇修改名陈少敏，是中共青岛市委职工运动委员会的委员。她以女工身份，掩护和配合时任中共山东省委书记任国桢的革命活动。俩人于当年6月结婚。婚后一年多，因遭人举报，任国桢在山西被捕，后被处决。一年后，他们的女儿又因患麻疹在老家夭折。

### 军中女将
在抗日战争和第二次国共内战期间，陈少敏一直冲锋陷阵，成为中共军队当中少有的女将领，也是曾长期负责一个地区全面工作的中共女性领导干部之一。曾历任中共天津市委秘书长、妇女部长，中共唐山市委宣传部长，冀鲁豫特委副书记，中共江西省委妇女部长，洛阳特委书记、中共河南省委组织部长等职。
1939年6月，陈少敏担任新成立的中共鄂中区党委书记。之后，她又和李先念一起主持了鄂中和豫南地区抗日武装的整编，建立了新四军豫鄂独立游击支队；李先念任司令员，陈少敏出任政治委员。而后，她还曾担任鄂豫边区党委书记，新四军五师副政委，中共中央中原局组织部部长等职。1945年，陈少敏当选中共第七届中央候补委员。是当时，整个中共中央委员会里，仅有的三位女委员之一；另外两位分别是邓颖超和蔡畅。1948年初，陈少敏因心脏病突发，被迫到华北后方医院治疗。

### 工会领袖
1948年秋，陈少敏奉令调华东局，中央决定准备由她担任中共山东省委的领导工作。但陈少敏自知个人身体状况以及性格特点等原因，向中央写信，请求从事工会的工作。在信中，她是这样写的：
我的工作在哪个地方，和谁在一起，都无意见。我本着不讲个人得失的原则，和谁一起工作都可以。……我没有耐性，作不了专门的妇女工作……，我粗心，对干部的方法太简单、太直爽，对落后的一点也不能让步，对人的歪风爱批评，所以，我作不了组织工作……我的毛病你们是知道的，最好分配我去作工人工作或农民工作，从一个工厂或一个生产合作社做起，一气儿做上三年、五年，搞出一套群众工作经验出来……
周恩来最终亲笔回信，同意了陈少敏的请求。建国后，她出任中华全国总工会书记处书记、并兼任中国纺织工会第一任主席。此后，历任中华全国总工会副主席、党组副书记，全国人大常委，全国政协常委等职。在任工会领导期间，她深入调查研究，总结推广了在纺织工业上的“郝建秀工作法”，提高了纺织工业水平。也正是有了陈少敏的培养与帮助，郝建秀日后成为了中国的纺织工业部部长。

### 正直良心
1968年10月，在中共八届十二中全会上，已在「文化大革命」中受到冲击的陈少敏，以66岁的高龄抱病参加会议。会上在表决“永远开除”刘少奇出党的决议时，陈少敏伏在桌上拒绝举手:407。散会后，康生曾质问陈少敏，但陈少敏的回答是：“这是我的权利！”。尽管当时发表的会议公报称，大会“一致通过”开除刘少奇出党的决定；但随着「文革」的历史渐渐恢复真相，陈少敏也就成为刘少奇冤假错案中唯一的良心。
而正因为如此，康生、江青等人加紧了对陈少敏的迫害；给她扣上了许多“罪名”，例如“刘少奇在全国总工会的代理人”，“中原突围时的叛徒头子”等等；在全国总工会机关挨批斗，还被拉到中山公园音乐堂去坐“喷气式”。1969年10月，林彪借口“战备疏散”，将陈少敏遣送到河南省罗山农场劳动改造；后旧病复发，导致半身不遂。直到九一三事件发生后，才得以回北京治疗。
1977年12月14日，陈少敏病逝于北京。在谈论起刘少奇时，胡耀邦曾激动地在中共党内会议上说：“在这个问题上，我们大家都犯过错误，都举了手。就是陈大姐没有举手，没有犯错误……”。